# Drandorfhof

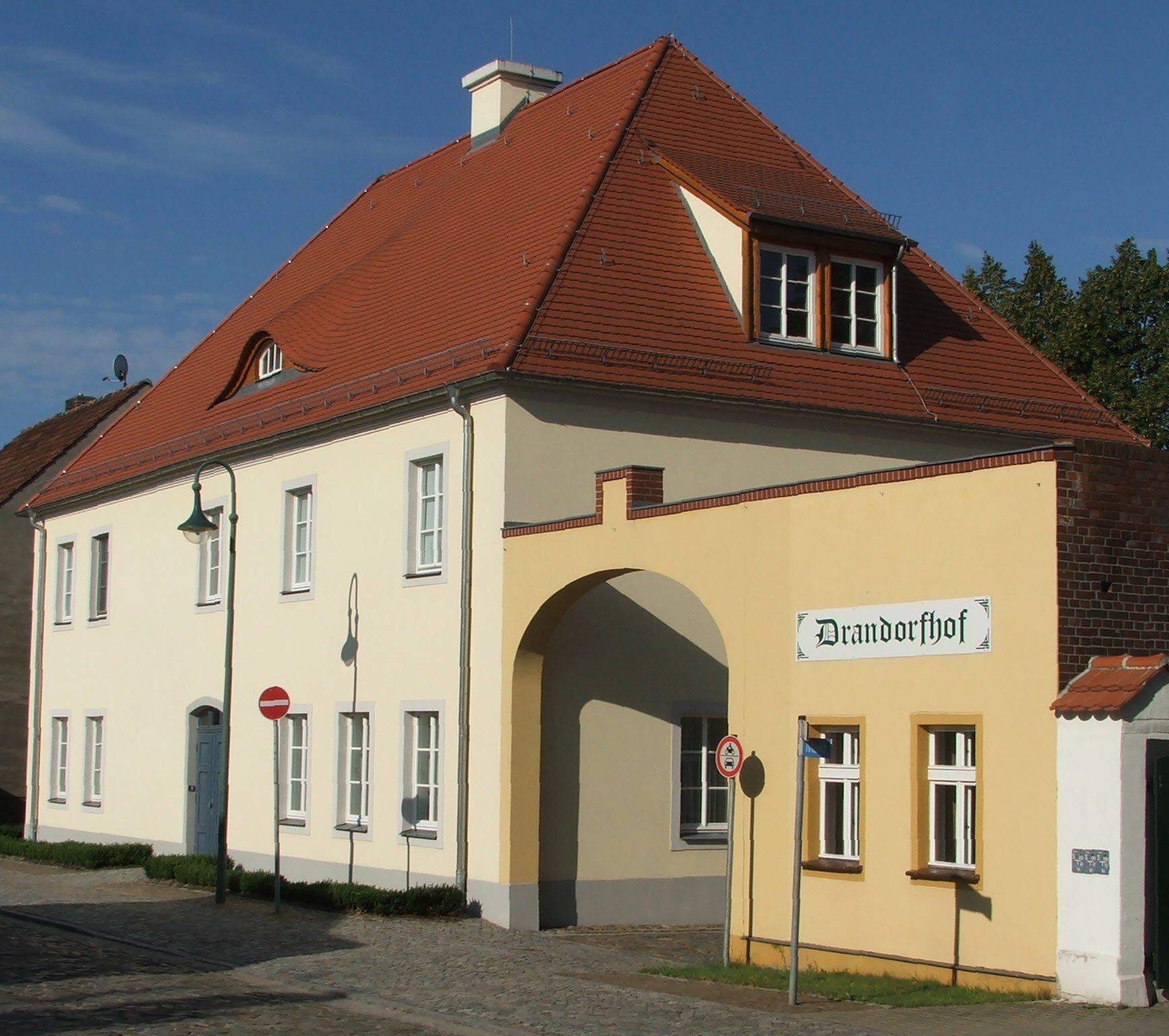
Eingang zum Drandorfhof

Der Drandorfhof ist ein ehemaliges Rittergut und das Stammhaus des ausgestorbenen Adelsgeschlechts derer von Drandorf(f). Der Quellenlage zufolge kommt ebenso der gleichnamige Ort Drahnsdorf bei Luckau in diesen Kontext. Der Drandorfhof befindet sich in Schlieben im Landkreis Elbe-Elster in Brandenburg in der Ritterstraße.
Zu den bedeutendsten Vertretern derer von Drandorf zählt der 1390 in Schlieben geborene und 1425 in Heidelberg auf dem Scheiterhaufen hingerichtete Vorreformer Johann von Drandorf. Den Junker von Drandorf ereilte 1661 wegen Doppelehe dasselbe Schicksal. Die Familie gilt als uradeliges Geschlecht, womöglich bereits 1162 schriftlich Erwähnung findend, und hauptsächlich im Raum des sächsischen Kurkreis ansässig war. Nach 1800 verlieren sich die genealogischen Spuren dieser Familie.
Das in seiner heutigen Form noch bestehende Gutshaus nebst Stallanlagen und Kornspeicher wurde im 18./19. Jahrhundert erbaut. Das Ensemble gilt als sogenannter Vierseitenhof.

## Heimatmuseum Drandorfhof
Das in den Räumlichkeiten befindliche Heimatmuseum beherbergt heut neben einer Schauapotheke, ein Weinbaumuseum, eine Schaubäckerei und eine Trachtenausstellung. Außerdem wurde hier eine Bauernwohnung nach historischem Vorbild eingerichtet, welche das Leben vor etwa 100 Jahren veranschaulicht. Im Speicher sind über 6300 historische landwirtschaftliche Geräte zu sehen.

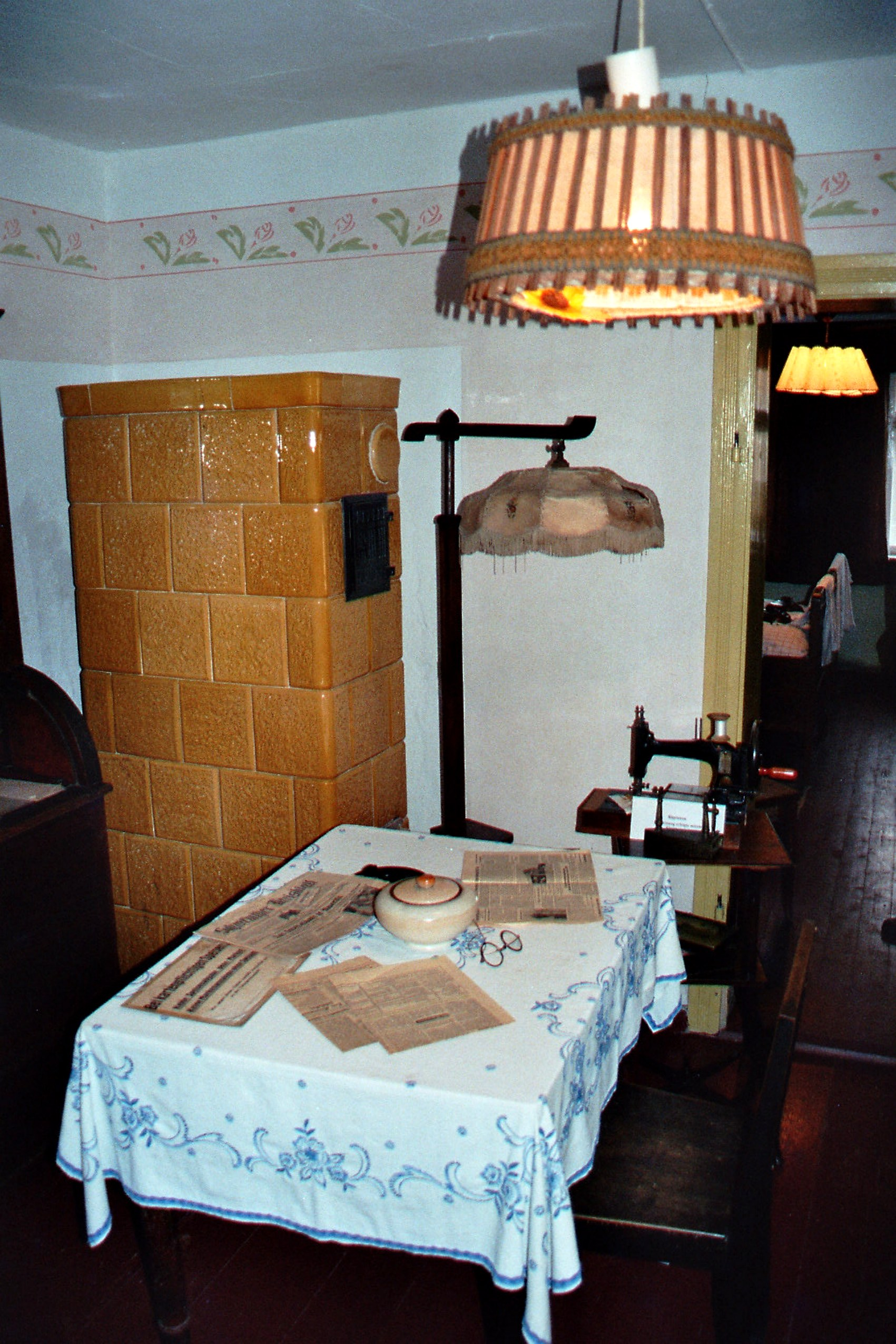
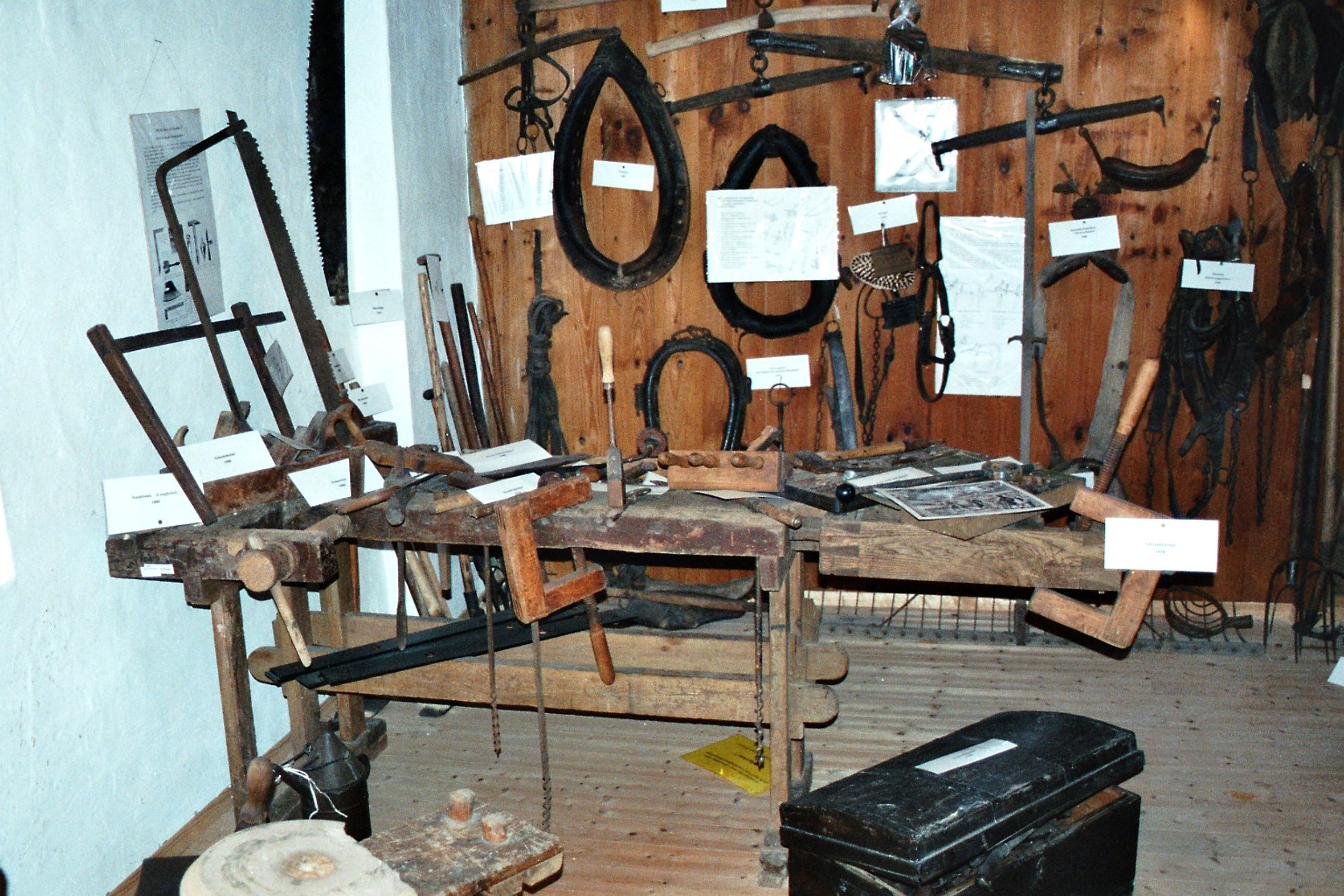
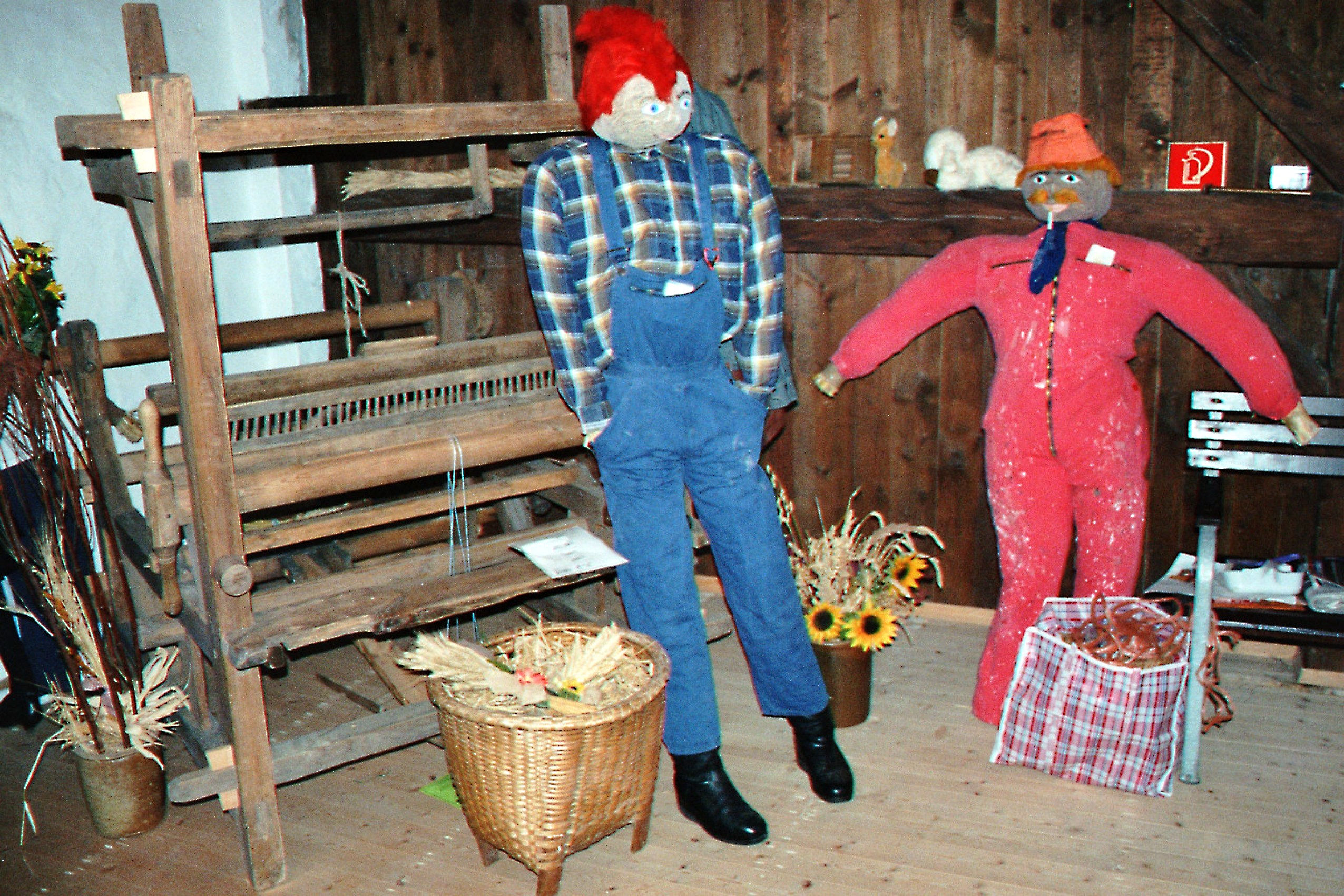
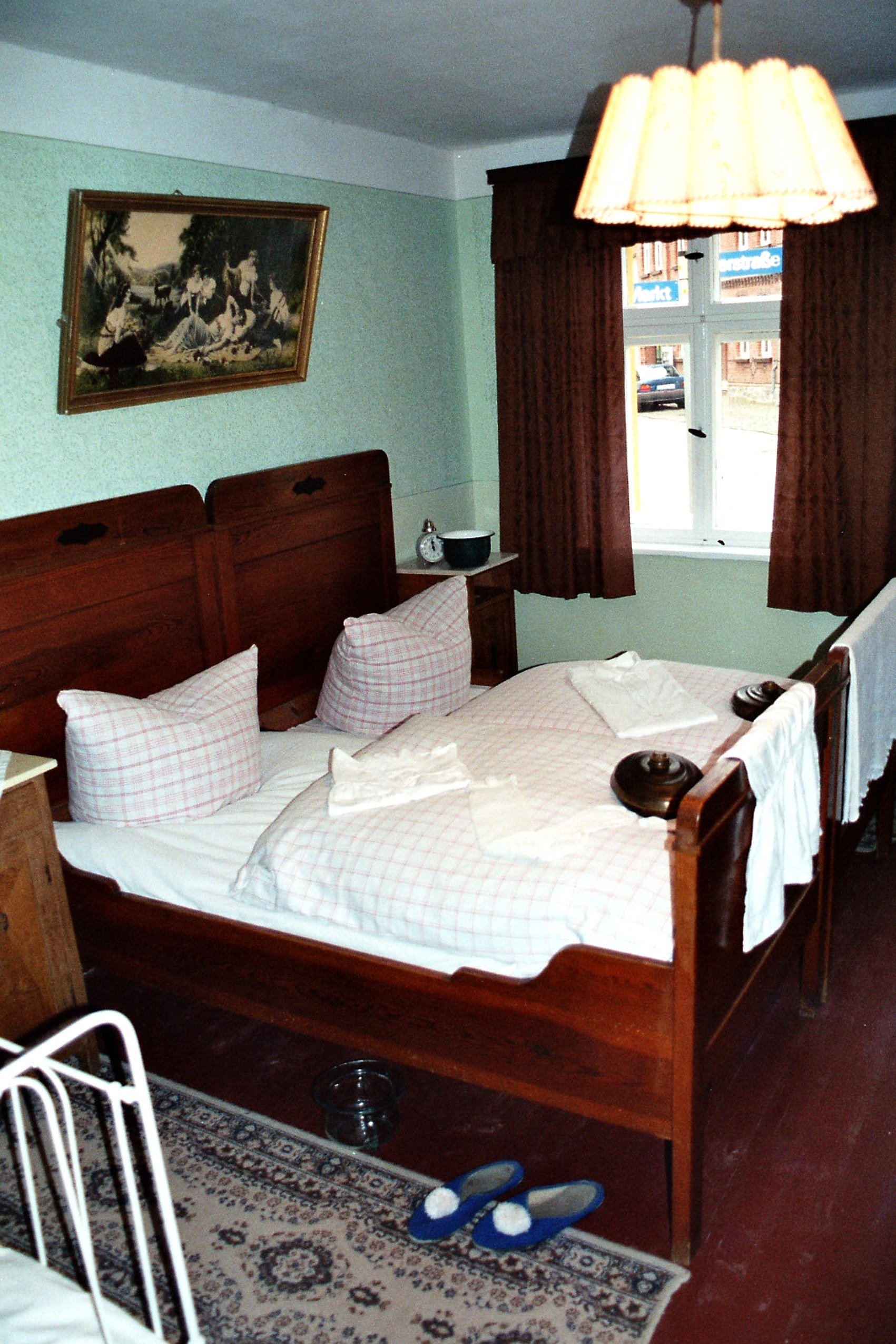

## Kultur und regelmäßige Veranstaltungen
Im Drandorfhof wurde der so genannte Schafstall ist zu einem großen Veranstaltungsraum umgestaltet. Hier finden regelmäßig kulturelle Veranstaltungen statt. Weiters ist im Drandorfhof auch die örtliche Touristeninformation untergebracht.

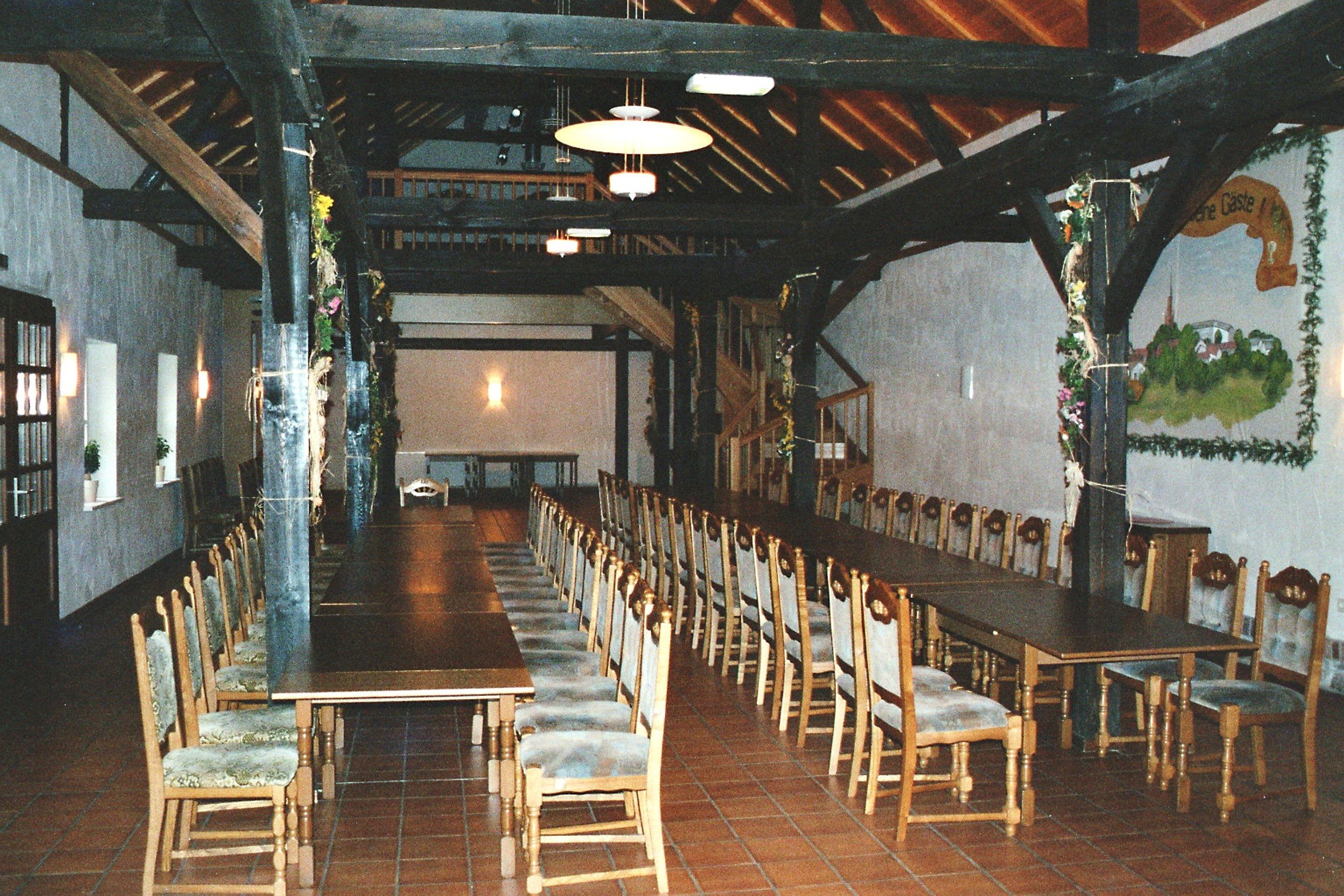